# Peyami Gürel

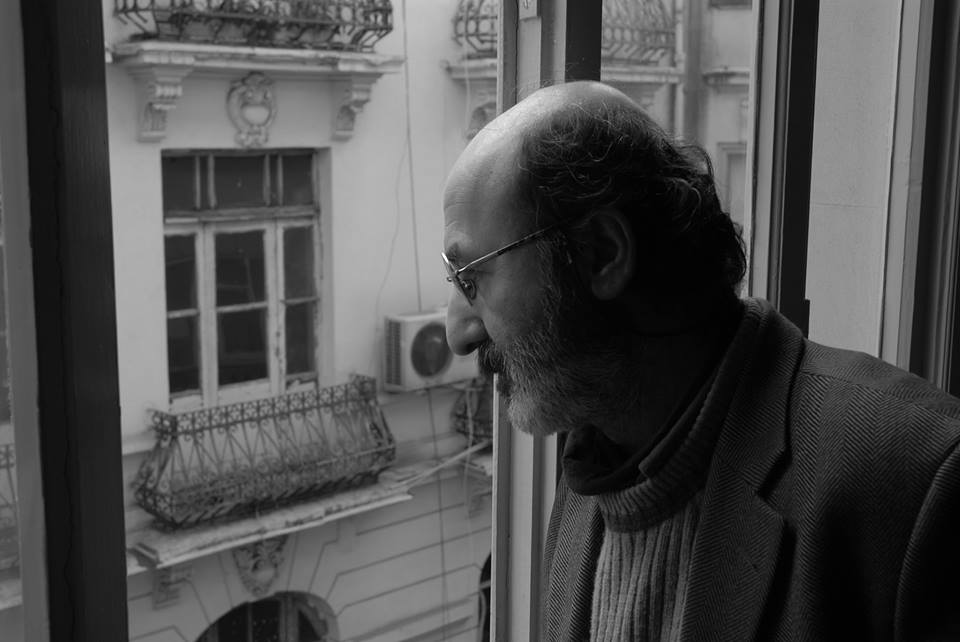
Peyami Gürel

Peyami Gürel (* 11. April 1959 in İstanbul, Türkei) ist ein türkischer Maler und Kunstberater.
Sein Abitur machte Gürel auf der Istanbuler Erkek Lisesi. 1977 begann er ein Studium der Wirtschaftswissenschaften an der Universität Istanbul. Während des Militärputsches vom 12. September 1980 brach er sein Studium ab und vertiefte sich in Kunst und Philosophie.
1984 heiratete er und begann daraufhin im Familienunternehmen zu arbeiten. Jedoch dauerte die Zusammenarbeit mit seinem Vater nicht lang. 1986 eröffnete er mit seinem Schwager einen Souvenirladen, an dem er die Leitung übernahm. Parallel zu seiner Tätigkeit als Kaufmann führte er seine Forschungen und experimentellen Arbeiten in Kunst und Philosophie fort. 1988 eröffnete er seine eigene Kunstgalerie.
1993 entwickelte sich das ganze zu einem Zentrum, an der Ausstellungen, Plan-Entwicklungskoordinierungen und Ausbildungen stattfinden. Neben der Malerei öffnete das Zentrum vor allem der traditionellen türkischen Kunst und deren Künstlern seine Pforte.
Um der Gesellschaft die traditionelle Kunst näherzubringen, gestaltete und moderierte der Künstler 1996–97 ein Fernsehprogramm, das wöchentlich live ausgestrahlt wurde. Als Kunstberater war er für verschiedene private und staatliche Einrichtungen (wie die Ülker-Gesellschaft und die Stadtteilverwaltung von Beyoğlu) tätig. Seit 1995 ist er als Verwaltungsrat der Kunstgalerie der Großstadt Istanbul im Stadtviertel Taksim tätig. Auch im Bereich Multimedia und graphisches Design setzte der Künstler Zeichen.
Neben der Leitung des Zentrums, das den Namen İstanbul Sanat Evi (Haus der Kunst Istanbul) trägt, erforschte er die verschiedenen Zweige der traditionellen türkischen Kunst, wie ebru (Marmorpapier), hat (Kalligraphie), minyatür (Miniaturmalerei) und tezhip (Ornamente).
Während seines Künstlerdaseins hat er seine eigenen Ausstellungen organisiert und nahm auch an Ausstellungen anderer Künstler teil.
Sein künstlerischer Ausdruck beruht auf der Ontologie der existenziellen Dimensionen. Der sich von der hermetischen Kunst inspirierende Künstler beschäftigt sich auch mit moderner Kunst.

## Ausstellungen
- 1994 Prizren (Jugoslawien)
- 1996 Taksim Kunst-Galerie, Istanbul (Türkei)
- 1997 Fine Arts Galerie, Bursa (Türkei)
- 2000 Cemal Reşit Rey Ausstellungshalle, Istanbul
- 2003 Galerie Artist, Istanbul
- 2008 Cemal Reşit Rey Ausstellungshalle, Istanbul

## Sammlungen
- Merrill Lynch
- Ülker Gesellschaft
- Anadolu Gesellschaft
- Handelskammer Istanbul